# ジャカルタ国際スタジアム
ジャカルタ国際スタジア厶はインドネシアの首都ジャカルタ北部のタンジュンプリオクにある開閉式スタジアム。収容人数は約8万2千であり、ゲロラ・ブン・カルノ・スタジアムを上回るインドネシア最大規模の多目的スタジアムである。2022年に完成した。